# Berry Oakley
Raymond Berry Oakley III (4 de abril de 1948 - 11 de noviembre de 1972) fue un bajista estadounidense y uno de los miembros fundadores de The Allman Brothers Band.

## Vida
Oakley nació en Chicago, Illinois, y se mudó a Florida, donde se unió a la banda de Dickey Betts The Second Coming. Posteriormente ayudó a formar la Allman Brothers Band en 1969, junto con Duane Allman (guitarra), Gregg Allman (voz y órgano), Dickey Betts (guitarra), y Butch Trucks y Jai "Jaimoe" Johanny Johanson (batería).
El 11 de noviembre de 1972, Oakley se vio envuelto en un accidente de moto en Macon, Georgia, con un autobús, a sólo tres calles de donde había tenido su fatal accidente de moto Duane Allman el año anterior. Oakley dijo que estaba bien después del accidente, se negó al tratamiento médico y regresó a casa. Tres horas más tarde, fue necesario llevarle al hospital, pero murió de edema cerebral causado por fractura de cráneo. Los médicos dijeron que aunque lo hubiesen trasladado inmediatamente después del accidente, las probabilidades de salvarle la vida habrían sido muy bajas debido a la severa lesión sufrida en su cabeza.
En 1998, la Legislatura del Estado de Georgia aprobó una resolución que un puente sobre la carretera estatal 19, en Macon, Georgia, se llamara "Raymond Berry Oakley III Bridge", en memoria del bajista.
Su hijo, Duane Berry Oakley (alias Berry Oakley Jr.) es también un bajista y ha participado en grupos como Bloodline, OCK y Blue Floyd.

## Enlaces
- Discografía en DiscAffinity.com
- MySpace - Berry Oakley (inglés)

- Datos: Q3320923
- Multimedia: Berry Oakley / Q3320923